# Figurines Hummel
 (septembre 2024).
La mise en forme du texte ne suit pas les recommandations de Wikipédia : il faut le « wikifier ».
Les points d'amélioration suivants sont les cas les plus fréquents :
- Les titres sont pré-formatés par le logiciel. Ils ne sont ni en capitales, ni en gras.
- Le texte ne doit pas être écrit en capitales (les noms de famille non plus), ni en gras, ni en italique, ni en « petit »…
- Le gras n'est utilisé que pour surligner le titre de l'article dans l'introduction, une seule fois.
- L'italique est rarement utilisé : mots en langue étrangère, titres d'œuvres, noms de bateaux, etc.
- Les citations ne sont pas en italique mais en corps de texte normal. Elles sont entourées par des guillemets français : « et ».
- Les listes à puces sont à éviter, des paragraphes rédigés étant largement préférés. Les tableaux sont à réserver à la présentation de données structurées (résultats, etc.).
- Les appels de note de bas de page (petits chiffres en exposant, introduits par l'outil «  Source ») sont à placer entre la fin de phrase et le point final[comme ça].
- Les liens internes (vers d'autres articles de Wikipédia) sont à choisir avec parcimonie. Créez des liens vers des articles approfondissant le sujet. Les termes génériques sans rapport avec le sujet sont à éviter, ainsi que les répétitions de liens vers un même terme.
- Les liens externes sont à placer uniquement dans une section « Liens externes », à la fin de l'article. Ces liens sont à choisir avec parcimonie suivant les règles définies. Si un lien sert de source à l'article, son insertion dans le texte est à faire par les notes de bas de page.
- La présentation des références doit suivre les conventions bibliographiques. Il est recommandé d'utiliser les modèles {{Ouvrage}}, {{Chapitre}}, {{Article}}, {{Lien web}} et/ou {{Bibliographie}}. Le mode d'édition visuel peut mettre en forme automatiquement les références.
- Insérer une infobox (cadre d'informations à droite) n'est pas obligatoire pour parachever la mise en page.

Pour une aide détaillée, merci de consulter Aide:Wikification.
Si vous pensez que ces points ont été résolus, vous pouvez retirer ce bandeau et améliorer la mise en forme d'un autre article.

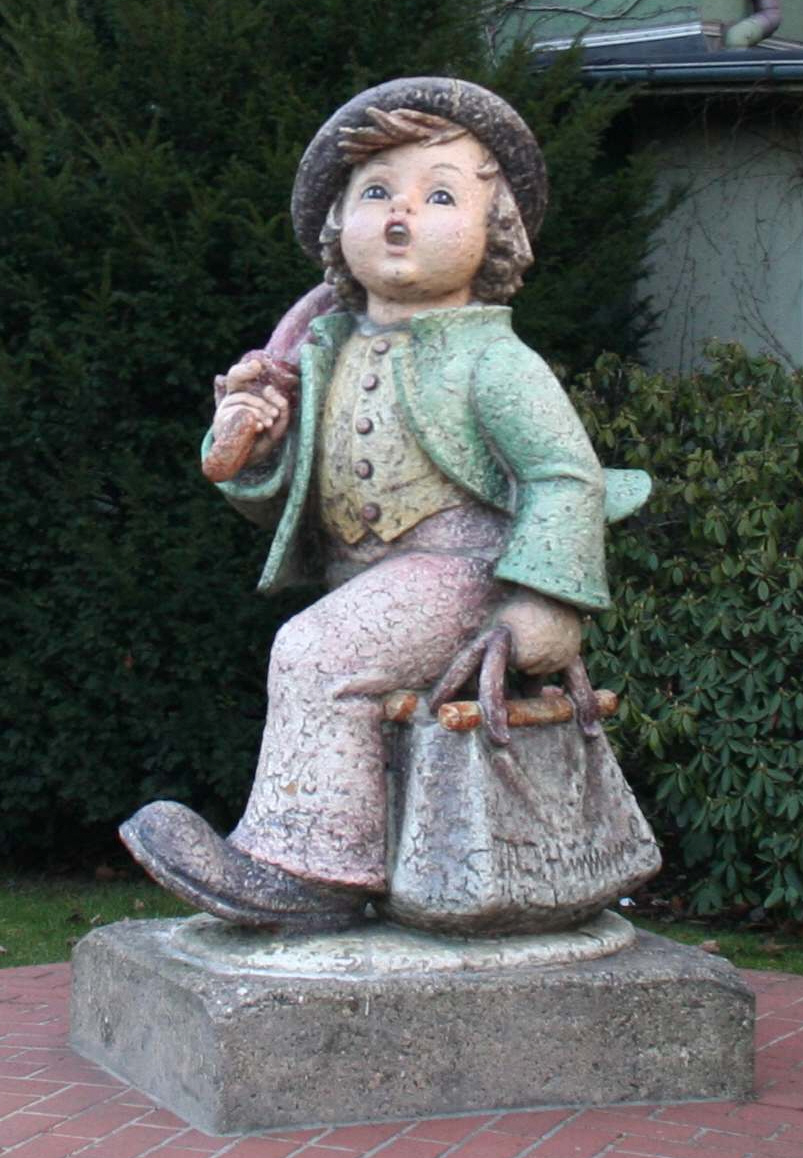
Figurine Hummel du Merry Wanderer.

Les figurines Hummel (également connues sous le nom de figurines M.I. Hummel ou simplement Hummels) sont une série de figurines en porcelaine inspirées des dessins de Maria Innocentia Hummel, une artiste allemande devenue religieuse. Produites pour la première fois dans les années 1930 par la manufacture de porcelaine Goebel, ces figurines sont célèbres pour leurs représentations d'enfants dans des scènes de la vie quotidienne. Les œuvres de Maria Innocentia, ont rapidement gagné en popularité, devenant des objets de collection prisés en Allemagne, en Europe et aux États-Unis. La production de ces figurines a continué après sa mort en 1946, et elles restent aujourd'hui un symbole de l'art populaire et religieux du XXe siècle en Allemagne.

## Berta Hummel
Berta Hummel, connue sous le nom de sœur Maria Innocentia Hummel, est née en 1909 en Allemagne. Elle a montré un talent précoce pour le dessin et la peinture, qu’elle a perfectionné à l'Académie des Beaux-Arts de Munich. En 1934, elle rejoint le Couvent de Siessen, où elle continue à dessiner, notamment pour des livres pour enfants.
Son travail pour la maison d'édition Ars Sacra, qui publiait des cartes postales illustrées de ses dessins, a rapidement gagné en popularité. Ces illustrations ont ensuite été adaptées en figurines de porcelaine par la manufacture allemande Goebel à partir de 1935.

## Production et popularité
La production des figurines Hummel s’est poursuivie, même après la mort de l’artiste en 1946. Durant l'occupation américaine de la Bavière après la Seconde Guerre mondiale, les figurines Hummel sont devenues un souvenir populaire pour les soldats, symbolisant une Allemagne plus paisible.
Elles ont atteint un pic de popularité dans les années 1970, avec la création du Goebel Collectors Club et l'ouverture d'une usine de production Hummel aux États-Unis, ainsi que des centres de distribution en France, en Grande-Bretagne et à Hong Kong. À leur apogée, plus de 1 600 ouvriers étaient impliqués dans la fabrication des figurines en porcelaine à Rödental.

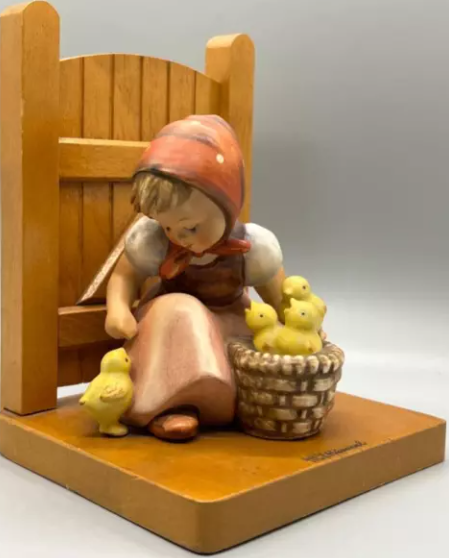
Figurine Hummel : 'La fille aux poussins'

En 2008, Goebel a cessé de produire les figurines Hummel, mais les droits de production ont été acquis par Manufaktur Rodental GmbH en 2009, assurant ainsi la continuité de la marque avec des figurines toujours fabriquées en Allemagne.

## Valeur culturelle
Les figurines Hummel incarnent l'innocence de l'enfance du début du XXe siècle et demeurent un témoignage artistique des valeurs chrétiennes et européennes de cette époque. Dans son ouvrage Anthropomorphic Figurines, Peter Ucko affirme qu'elles participent à la construction d'une identité culturelle spécifique. Dans ce cadre, les figurines Hummel peuvent être perçues comme le reflet d'une époque et d'une région (l'Allemagne du XXe siècle) où la religion, l'enfance et la ruralité étaient idéalisées.

## Identification et datation des figurines
Pour les collectionneurs, il est essentiel de bien identifier les marques distinctives apposées sur les figurines, qui ont évolué au fil des décennies. Cela permet non seulement de certifier l'authenticité de la figurine, mais aussi d'en déterminer la valeur potentielle sur le marché des antiquités.
Pour identifier une figurine Hummel, il est nécessaire de regarder le numéro inscrit au bas de la figurine. Ce numéro, généralement composé de 1 à 8 chiffres, permet de retrouver le modèle exact de la figurine.
La datation des figurines Hummel se fait à l’aide des marques (TMK) présentes sous la figurine. Ces marques permettent de déterminer la période de production, ce qui peut influencer grandement la valeur des figurines. Voici une liste des principales périodes de production :
- TMK 1 : 1935-1949
- TMK 2 : 1950-1956
- TMK 3 : 1957-1963
- TMK 4 : 1964-1971
- TMK 5 : 1972-1978
- TMK 6 : 1979-1990
- TMK 7 : 1991-1999
- TMK 8 : 2000 à aujourd’hui

## Dans la culture populaire
Les figurines Hummel sont également mentionnées dans la série Better Call Saul. Dans l’épisode Alpine Shepherd Boy (Saison 1, Épisode 5), Jimmy McGill aide Mrs. Strauss à organiser sa collection de figurines Hummel, notamment la célèbre Merry Wanderer. Plus tard, dans l’épisode Quite a Ride (Saison 4, Épisode 5), Jimmy reconnaît une figurine rare, Bavarian Boy, et planifie de la voler en raison de sa grande valeur.
L’épisode Hummel et Héroïne (Saison 21, Épisode 5) de la série South Park mentionne les figurines Hummel à plusieurs reprises. Les figurines sont utilisées par des trafiquants de drogue comme moyen d’échange avec les pensionnaires de la maison de retraite afin d’obtenir des médicaments opiacés délivrés sur ordonnance.